# Bahnhof Wiesbaden-Dotzheim
Der Bahnhof Wiesbaden-Dotzheim ist ein Durchgangsbahnhof im Stadtteil Dotzheim der hessischen Landeshauptstadt Wiesbaden. Er befindet sich östlich des alten Dotzheimer Ortskerns an der Wiesbadener Straße, welche die Strecke der Aartalbahn beinahe orthogonal kreuzt.

## Geschichte
Der Bahnhof wurde am 15. November 1889 zusammen mit dem Abschnitt der Aartalbahn von Wiesbaden Rheinbahnhof nach Langenschwalbach (später Bad Schwalbach) unter der Bezeichnung Dotzheim eröffnet. Ein zunächst errichteter barackenähnlicher Fachwerkbau war dem zunehmenden Verkehr nicht lange gewachsen, so dass 1905 das heutige Bahnhofsgebäude eingeweiht wurde. Zum 7. Oktober 1928 wurde der Bahnhof in Wiesbaden-Dotzheim umbenannt, nachdem Dotzheim zum 1. April nach Wiesbaden eingemeindet worden war.
Am 25. September 1983 wurde der Personenverkehr auf dem Streckenabschnitt Wiesbaden–Bad Schwalbach eingestellt. 1986 wurde der Personenverkehr mit Museumszügen durch die Nassauische Touristik-Bahn (NTB), welche ihren Sitz im Dotzheimer Bahnhof hat, wieder aufgenommen. Ein Jahr später wurden die Gebäude und technischen Anlagen der Strecke und des Bahnhofs unter Denkmalschutz gestellt. Der Betrieb der Museumseisenbahn ist jedoch seit 2009 unterbrochen, weil ein Lastwagen eine Brücke unmittelbar nördlich des Bahnhofs zerstört hatte.
Der Bahnhofsvorplatz, benannt nach dem Planer der Aartalbahn Moritz Hilf, diente als Busbahnhof und zwischen 1948 und 1961 als Endstelle der Oberleitungsbus-Verbindung über die Dotzheimer Straße zum damals Boseplatz genannten Platz der Deutschen Einheit und weiter nach Biebrich. Die Stadtbusse ESWE halten heute an der nahen Wiesbadener Straße. Im Rahmen des Projektes „Citybahn Wiesbaden“ war seit 2016, wie schon zwischen 1998 und 2001 sowie zwischen 2011 und 2013, eine Wiederaufnahme des Personenverkehrs zwischen Bad Schwalbach und Wiesbaden im Gespräch, wobei die Bahn aus dem Taunus kommend vor dem Dotzheimer Bahnhof auf eine eigene Trasse durchs Wiesbadener Stadtgebiet abgezweigt wäre. Ebenso existierten Planungen zur Reaktivierung der Aartalbahn als Stadt- oder Regionalbahn, wobei der Museumsbetrieb erhalten bleiben könnte.
Am 3. November 2024 wurden die ersten 2,4 Kilometer Strecke, von Wiesbaden Ost bis zum Anschluss der Sektkellerei Henkell, durch die Nassauische Touristik-Bahn e. V. und die Aartalbahn Infrastruktur gGmbH feierlich eröffnet. Der nächste Abschnitt bis zu Haltestelle Wiesbaden Waldstraße sei, nach Angaben des Vereins, in der Aufarbeitung.

## Gebäude

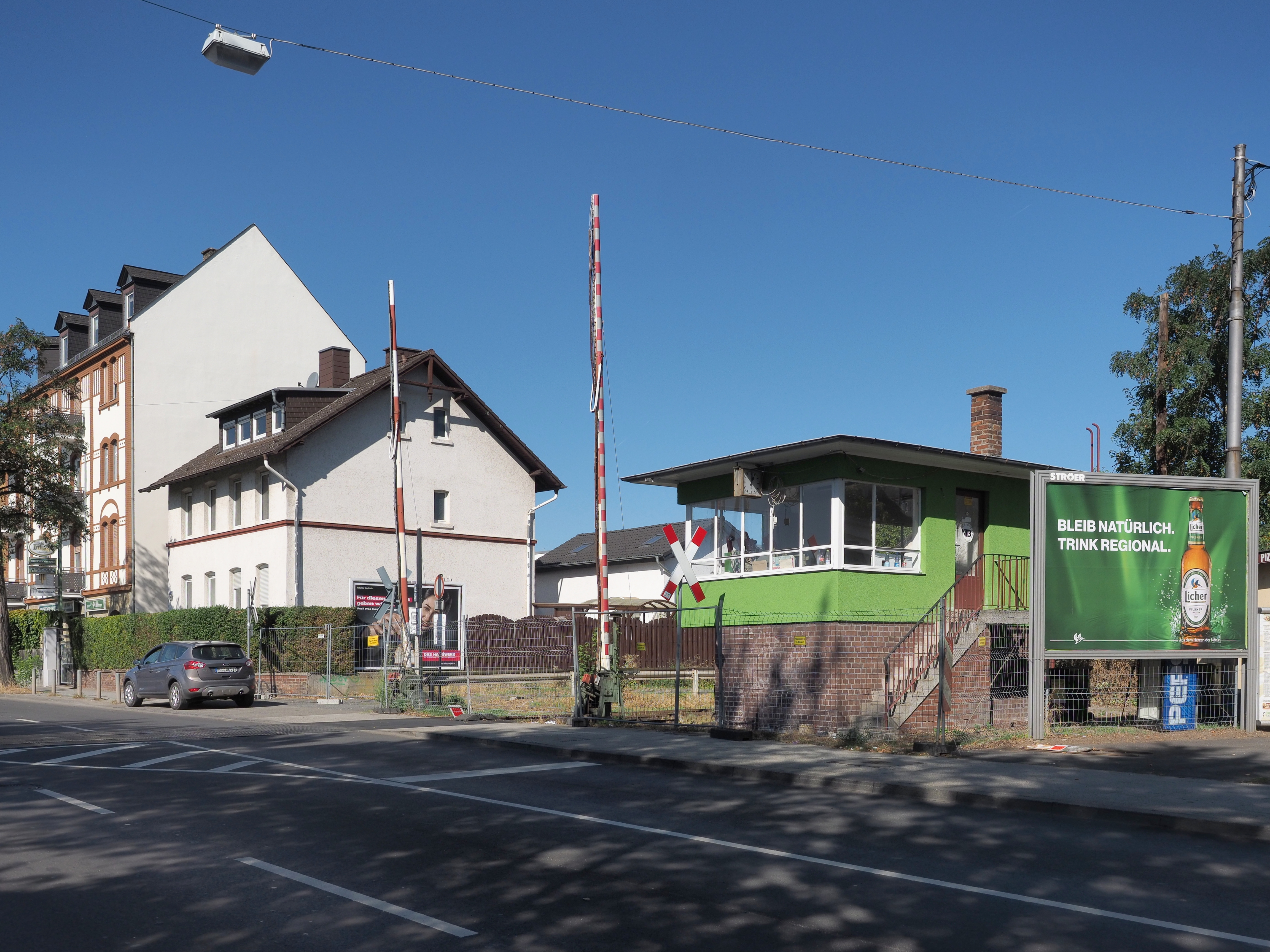
Renovierter Bahnübergang mit Häuschen des Fahrdienstleiters, 2018

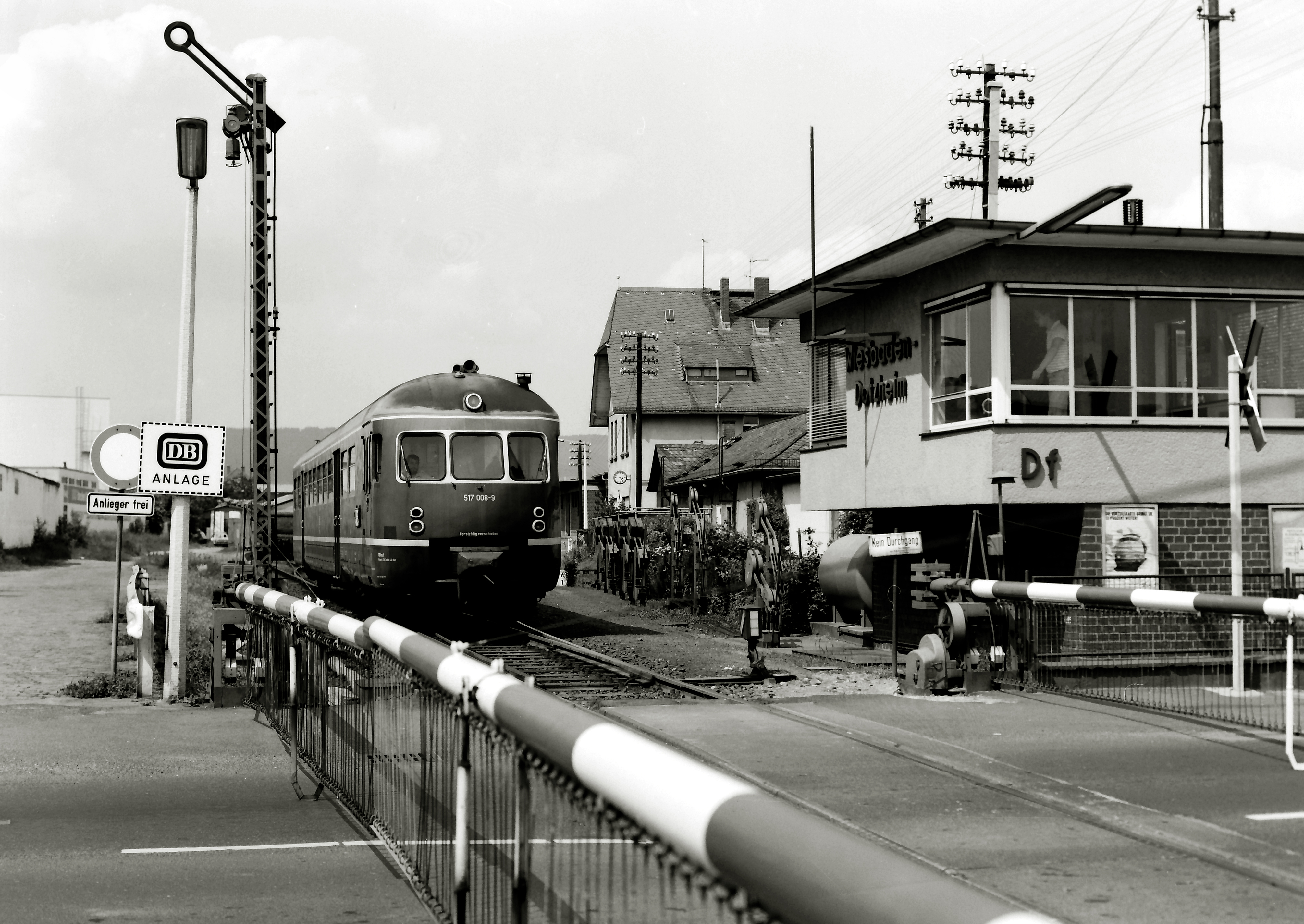
Baureihe 517 am Bahnübergang, 1983

Das 1905 erbaute denkmalgeschützte Bahnhofsgebäude wird von einem Fachwerkgiebel unter Schopfwalmen bedeckt. Südlich wurde der aus Sichtfachwerk erbaute „Sommerbahnhof“ errichtet. Nördlich befindet sich ein moderner Güterschuppen. Das Empfangsgebäude dient heute der Nassauischen Touristik-Bahn (NTB) als Fahrkartenschalter und Vereinsheim und ist mit historischen Eisenbahnplakaten der 1950er Jahre und einer funktionierenden Personenwaage geschmückt. In der ehemaligen Gaststätte werden Fotos und Dokumente zur Geschichte der Bahnstrecke ausgestellt. Die Anlagen des Bahnhofs dienen der Nassauischen Touristik-Bahn zum Abstellen und Warten ihrer Fahrzeuge sowie zur Abwicklung des Betriebes.

## Aartalbahnmuseum
Der Eisenbahnverein, der auch die Museumsfahrten anbietet, hat im denkmalgeschützten Empfangsgebäude des Bahnhofs das Aartalbahnmuseum eingerichtet. Im Februar 2011 wurde die Dauerausstellung „Die Aartalbahn als Fürsten- und Bäderbahn“ eröffnet. Das Museum zeigt Exponate und Multimediapräsentationen aus der Blütezeit der Aartalbahn zwischen 1889 und 1914 im wilhelminischen Zeitalter, als sie den Kurgästen des traditionsreichen Heilbades Langenschwalbach über die Weltkurstadt Wiesbaden endlich die Anreise mit der Eisenbahn ermöglichte. Für Kinder ist ein eigener Bereich unter dem Titel „Jim Knopf und Lukas der Lokomotivführer“ eingerichtet worden.